# 布鲁斯·麦金托什
布鲁斯·麦金托什（英語：Bruce McIntosh，1949年3月17日—），美国男子冰球运动员，场上位置是后卫。他曾入选1972年冬季奥林匹克运动会美国男子冰球队名单，但并未上场参赛。